# Ervig
Ervig ili Eurik II., je bio vizigotski kralj u Hispaniji između 680. i 687. godine. Na prijestolje je došao smijenivši kralja Vambu tijekom građanskog rata. Zavjera se sastojala u tome što su Vambu omamili, zatim vezali i prisilili ga na zaređenje, i time mu onemogućili ponovni postanak kraljem. Vjeruje se da je u toj zavjeri sudjelovao i sam Ervig zajedno s toledskim nadbiskupom, Julijanom II. (680.—690.), koji ga je pomazao kao kralja.
Da bi osigurao podršku klera i plemstva, vratio je posjede onima koji su sudjelovali u ranijim nemirima. Uz podršku biskupije, sazvao je Dvanaesti sabor u Toledu 681. godine, kako bi ozakonio svoje uzurpiranje i završio jednom za svagda s Vambinim pokušajima vraćanja na prijestolje. Vamba je pokušavao proglasiti nevažećim svoje zaređenje, s obzirom na to da je bio prinuđen, ali su na saboru odbačeni svi Vambini zahtjevi.
Ervig je bio aktivan i na zakonodavnom polju. Smanjio je neke poreze, a neke je i ukinuo. Odobrio je zakon kojim se narod obavezivao na vojnu službu, reformirao je neke zakone po kojima je favorizirao plemstvo i iznad svega, kler, s obzirom na to da je na prijestolje došao uz pomoć nadbiskupa iz Toleda.
Također je ostao poznat po vrlo oštrim zakonima protiv Židova. Zabranjeno im je posjedovanje knjiga koje nisu u skladu s kršćanskim učenjem, te upražnjavanje židovskih običaja. Židovi su bili obvezni krstiti se i nisu mogli imati kršćane za robove. Proglasio ih je nepoželjnim u kraljevstvu i pozvao na njihovo izbacivanje iz kraljevstva. Iako je sličan proglas izdao i Ervigov prethodnik, Vamba, ni jedan ni drugi nisu imali mnogo učinka. Židovska zajednica je opstala usprkos kolektivnom nasilju, diskriminaciji i maltretiranju. Godine 681. izdat je novi dekret po kome su svi Židovi morali se pokrstiti ili su morali napustiti kraljevstvo. Od tog trenutka pa na dalje, Židovi su službeno bili diskriminirani, a monarhija je svim snagama pokušala smanjiti trgovačke aktivnosti Židova. Židovi su na to odgovorili sklapanjem saveza sa Saracenima koji su sve češće upadali na teritorij Vizigotskog kraljevstva da bi pustošili i pljačkali, u zamjenu za zaštitu od Vizigota.
S ciljem osiguravanja prijestolja, udao je svoju kćerku za Egiku, Vambinog nećaka, želeći na taj način ujediniti dvije obitelji i time izbjeći pokušaje plemića koji su bili Vambine pristalice da povrate prijestolje nakon njegove smrti.
Godine 687. Ervig se teško razbolio, te je odredio Egiku kao svog nasljednika, a potom abdicirao u njegovu korist. Umro je 15. studenog iste godine.